# Hôtel de ville de Montdidier
L'hôtel de ville de Montdidier est un bâtiment du XXe siècle situé dans le centre-ville de Montdidier, dans le département de la Somme. Il abrite les services politiques et administratifs de la ville.

## Historique
L'hôtel de ville actuel est le huitième construit à Montdidier, depuis le Moyen Age. Il a été détruit au cours de la Première Guerre mondiale en 1918 pendant la Bataille d'Amiens appelée aussi parfois, Bataille de Montdidier. Le bâtiment est protégé au titre des monuments historiques : inscription par arrêté du 14 octobre 2003.

## Caractéristiques

### Extérieur
L'hôtel de ville est un édifice de style Art déco, construit en brique, décoré de pignons à redents et de dessins de briques surcuites où pointe l'influence du néo-régionalisme flamand. Il a été construit de 1927 à 1930, sur les plans des architectes Charles Duval et Emmanuel Gonse. Les fondations descendent jusqu'à dix huit mètres de profondeur. 
La façade est composée de quatre travées surmontées de lucarnes. Entre fenêtres et lucarnes ont été placés quatre décor sculptés dus à Raymond Couvègnes, grand prix de Rome (1932). Il s'agit d'une frise en ciment moulé qui représente : les sciences, les arts, l'industrie et le commerce.
Au-dessus de chaque fenêtre en plein cintre du rez-de-chaussée, l'artiste a sculpté les dieux et les déesses symbolisant la richesse du Santerre. Au-dessus de la porte d'entrée ont été sculptées les armoiries de la ville accompagnées de la devise : Urbs cultissima (la ville la plus cultivée, en latin). 
Le beffroi culmine à 48 mètres de hauteur, il abrite des jacquemarts.

### Intérieur

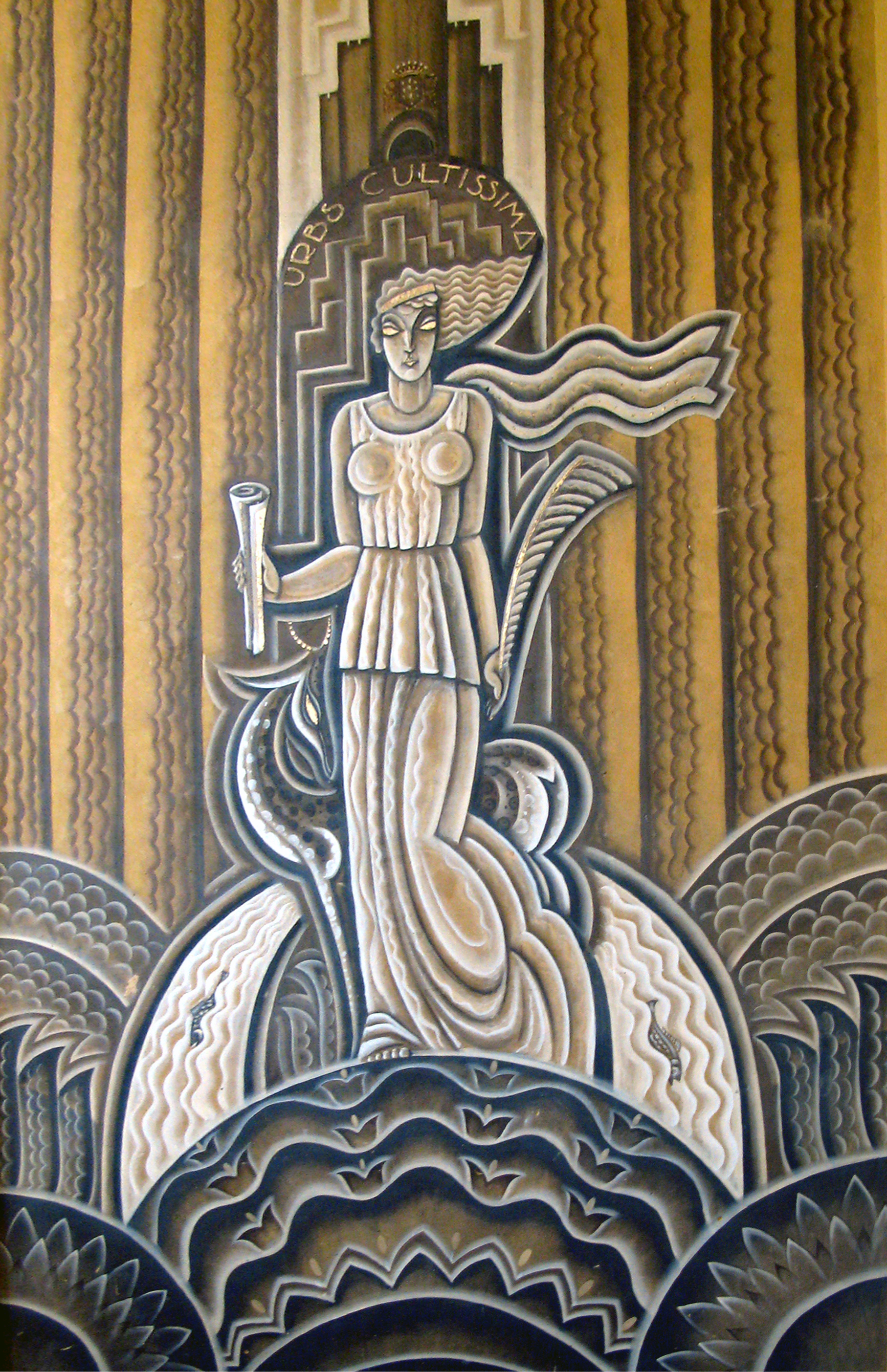
Hôtel de ville, Maurice Pico, peinture de l'escalier

La salle d'honneur a été décorée dans le style Art déco, par le peintre Maurice Pico : une jeune femme qui avance vers l'avenir, après le cataclysme de la Première Guerre mondiale ; elle tient dans sa main droite la charte communale accordée en 1195 par le roi Philippe Auguste. Au-dessus d'elle, on aperçoit un bastion qui rappelle le passé ville fortifiée de Montdidier au Moyen Age et à l'époque moderne. Au-dessus de la cheminée en marbre, a été peinte la légende de l'origine du nom de la ville : en 771, Charlemagne épousa la fille de Didier, roi des Lombards. Deux ans plus tard, Didier déclara la guerre au pape Étienne III. Charlemagne ayant besoin de l'appui du pape répudia son épouse et fit prisonnier Didier. La légende dit que Didier aurait été retenu prisonnier dans un donjon situé à l'emplacement de la ville de Montdidier actuelle. 
Maurice Pico a également symbolisé la famille et les liens de la ville avec l'eau dans quatre dessins. Un lustre en fer forgé, de plus d'une tonne, y a été suspendu. Le buste de Marianne, trônant sur la cheminée de la salle du conseil et des mariages, est due à Raymond Couvègnes.
L'escalier d'honneur est orné d'une rampe en fer forgé. Maurice Pico a peint, un motif en arabesques qui sert de fond à des compositions qui représentent les symboles de la ville, le thème de l'eau autour de Montdidier, le caractère rural de la région et une allégorie de la famille sur le mortier ocre jaune des murs et du plafond. « Jean Duquesne », le jaquemart en bois, sculpté en 1875, placé dans le beffroi détruit en 1918, est déposé à l'entrée de la salle du conseil.